# Salomón Awad
Salomón Awad Wehbi (11 maggio 1929) è un ex cestista cileno.

## Carriera
Con il Cile ha disputato i Campionati del mondo del 1954, segnando 1 punto in 2 partite.